# Setge de Gandja (1606)
El Setge de Gandja va tindre lloc durant el 1606, va enfrontar l'Imperi Otomà, que en aquell moment controlava la ciutat de Gandja, i l'Imperi Safàvida, que l'havia perdut contra els otomans gràcies al Tractat de Ferhad Pasha. Després de la important derrota otomana a la ciutat de Tabriz, que es troba a uns 300 kilòmetres de Gandja, Abbas I el Gran va dirigir les seves forces cap a la ciutat de Gandja amb la intenció de conquerir-la. El xa va utilitzar tàctiques d'enginyeria avançades per a facilitar la victòria del setge, que va durar sis mesos. Després de la reconquesta de la ciutat els safàvides van executar més de 2.500 iranians que haurien cooperat amb els otomans, addicionalment a aquest número s'hauria d'afegir el governador otomà de la ciutat, Mohammad Pasha. Aquest va ser assassinat en represàlia a la mort d'un líder de Mazandaran, Rustam Sultan. Després de la caiguda de Gandja els safàvides es van dirigir a Şamaxı, capital de la regió de Xirvan.